# Thiagão
Thiago Antônio Machado  (Paranaíba, 19 de janeiro de 1986) é um voleibolista indoor brasileiro, atuante na posição de  Ponteiro, com marca de alcance de 345 cm no ataque e 335 cm no bloqueio, que representou o país através da Seleção Brasileira, na categoria infantojuvenil, conquistou a medalha de ouro no Campeonato Mundial de 2003, e medalha de ouro no Campeonato Sul-Americano de 2004, desta vez na categoria juvenil e sagrou vice-campeão mundial juvenil em 2005 na Índia.

## Carreira
Thiago serviu a Seleção Brasileira desde as categorias de base, e por esta disputou o Campeonato Mundial na categoria infanto-juvenil  em 2003, sendo o mais jovem a ser inscrito na edição, realizado em Suphanburi, cidade da Tailândia, evento que conquistou a medalha de ouro, vestindo a camisa#4 e nesta edição foi o vigésimo maior pontuador, figurou na sexagésima primeira colocação entre os atletas de melhor defesas, e entre os melhores bloqueadores ele ficou na quinquagésima terceira posição, apareceu bem colocado entres o atletas com melhor performance no levantamento, terminando na vigésima segunda posição; encerrou bem melhor no ranking dos melhores atacantes, ocupando a décima primeira posição e o décimo melhor saque da competição.
Em 2003 esteve no grupo da Seleção Brasileira, mas desta vez na categoria juvenil e conquistou o ouro no Campeonato Sul-Americano  disputado em Santiago, no Chile. Nesse mesmo ano representou a Seleção Paulista  no Campeonato Brasileiro de Seleções, ainda na categoria infantojuvenil  sediado no Ceará. Por duas temporadas defendeu o Banespa/Mastercard conquistando o título do Campeonato Paulista e da Superliga Brasileira A 2004-05.
Voltou a defender a Seleção Brasileira na categoria juvenil quando convocado pelo técnico Marcos Lerbach e disputou a edição do Campeonato Mundial de 2005, sediado em Vishakhapatnam, na Índia, competição na qual conquistou a medalha de prata perdendo a final para o selecionado russo, novamente vestindo a camisa#4 .
Novamente representou a s Seleção Paulista no Campeonato Brasileiro de Seleções de 2005, desta vez na categoria juvenil conquistou o vice-campeonato desta competição realizada em Minas Gerais.Jogando pelo Banespa/Mastercard na temporada 2005-06 novamente chegas a s finais da Superliga Brasileira A, mas encerrou com o bronze nesta edição.
Pelo São Caetano/Tamoyo disputou as competições de 2006-07 e na Superliga correspondente encerrou na décima segunda colocação.No ano de 2007 defendeu a Ulbra/Suzano/UPtime  conquistando ouro nos Jogos Abertos do Interior  de São Paulo e também nos Jogos Regionais de São Paulo, além dos títulos estaduais paulista e gaúcho neste mesmo ano.
Ainda em 2007 acertou com o Purity/Cesumar/Maringá e por este o defendeu na Superliga Brasileira A 2007-08 quando encerrou  na décima terceira colocação.Thiago transferiu-se para o Fátima/UCS na temporada 2008-09 sagrando-se vice-campeão gaúcho de 2008 e avançou as quartas de final da competição encerrando na oitava colocação.
Com a parceria entre a Associação Desportiva da Universidade de Caxias do Sul e o São Paulo Futebol Clube, resultou no nome-fanatasia:|Fátima/UCS/SPFC, pelo qual competiu por este na temporada 2009-10, conseguindo novamente  avançar as quartas de final da Superliga Brasileira A 2009-10 encerrando em sexto lugar  e ainda figurou bem nas estatísticas por fundamento, sendo o terceira melhor defesa e quinto melhor saque da edição.
Thiago defendeu as cores do Vôlei Futuro   na temporada 2010-11 conquistou o título do Campeonato Paulista de 2010 e avançou as semifinais da Superliga Brasileira A 2010-11 e venceu na disputa pelo bronze da edição competição.
Em 2011 atuou pelo  Soya/Blumenau/Martplus/Barão/Furb nos Jogos Abertos de Santa Catarina, quando alcançou a medalha de ouro, foi contratado para reforçar a equipe na Liga Nacional deste ano e para temporada 2011-12 e conquistou o título desta edição, após esta conquista e ele e outros migraram para atuar no Olympico/MartMinas no Campeonato Mineiro de 2011.
Migrou para equipe paranaense do Londrina/Sercomtel  e atuou por este na Superliga Brasileira A 2011-12,quando encerrou na décima segunda colocação, ou seja, último lugar.Foi contratado pelo Super Imperatriz para as competições de 2012-13,conquistando o título do Campeonato Catarinense de 2012 e por esta terminou na décima colocação da Superliga referente a este período.
Transferiu-se para o voleibol argentino para defender a equipe do Sarmiento Santana Textiles e esteve nas semifinais da Liga A Argentina 2013-14 também conquistou o vice-campeonato da  Copa ACLAV 2013 e disputou as semifinais do Torneiro Classificatório para o Campeonato Sul-Americano de Clubes, mas sofreu eliminação.
Retornou ao Brasil para representar na temporada 2014-15 o São Bernardo Vôlei e disputou os playoffs do Campeonato Paulista de 2014.Após deixar as quadras, dedicou-se a carreira de empresário e palestrante.

## Títulos e Resultados
- Superliga Brasileira A 2004-05 [12]
- Copa ACLAV de 2013[40]
- Superliga Brasileira A 2010-11[27]
- Superliga Brasileira A 2005-06 [12]
- Liga Nacional de 2011[30]
- Campeonato Paulista de 204
- Campeonato Paulista de 2007
- Campeonato Paulista de 2010
- Campeonato Gaúcho de 2007
- Campeonato Gaúcho de 2008
- Campeonato Catarinense de 2012[36]
- Jasc de 2011[28]
- Jogos Regionais de São Paulo de 2007
- Jogos Abertos do Interior de São Paulo de 2007
- Campeonato Brasileiro de Seleções Sub-21 de 2005[12]
- Campeonato Brasileiro de Seleções Sub-19 de 2003[1]

## Premiações individuais
- 3º Melhor Defensor da Superliga Brasileira A de 2009-10[24]
- 5º Melhor Sacador da Superliga Brasileira A de 2009-10[23]

## Ligações Externas
- «Perfil no sitio Jornal do Vôlei»
- «Perfil no sitio VôleiBrasil (Arquivo)»
- «Perfil na Agência Hansports (Arquivo)»